# Isadelphus compressus
Isadelphus compressus là một loài tò vò trong họ Ichneumonidae.